# 検察庁 (大韓民国)
検察庁（けんさつちょう、Supreme Prosecutors' Office）は、大韓民国の国家行政機関。

## 概説
庁単位機関の中で唯一の長官級機関であり、法務部に所属する。検事の検察事務を遂行して、各高等、地方検察庁及び各支庁を管轄する。

## 組織
- 大検察庁（最高検察庁）
- ソウル高等検察庁
  - ソウル中央地方検察庁
  - ソウル東部地方検察庁
  - ソウル西部地方検察庁
  - ソウル南部地方検察庁
  - ソウル北部地方検察庁
  - 議政府地方検察庁：高陽支庁
  - 仁川地方検察庁：富川支庁
  - 水原地方検察庁：城南支庁、驪州支庁、平沢支庁、安山支庁、安養支庁
  - 春川地方検察庁：江陵支庁、原州支庁、束草支庁、寧越支庁
- 大田高等検察庁
  - 大田地方検察庁：洪城支庁、公州支庁、論山支庁、瑞山支庁、天安支庁
  - 清州地方検察庁：忠州支庁、堤川支庁、永同支庁
- 大邱高等検察庁
  - 大邱地方検察庁：西部支庁、安東支庁、慶州支庁、金泉支庁、尚州支庁、義城支庁、盈徳支庁、浦項支庁
- 釜山高等検察庁
  - 釜山地方検察庁：東部支庁
  - 昌原地方検察庁：晋州支庁、統営支庁、密陽支庁、居昌支庁、馬山支庁
  - 蔚山地方検察庁
- 光州高等検察庁
  - 光州地方検察庁：木浦支庁、長興支庁、順天支庁、海南支庁
  - 全州地方検察庁：群山支庁、井邑支庁、南原支庁
  - 済州地方検察庁